# Жамагирк

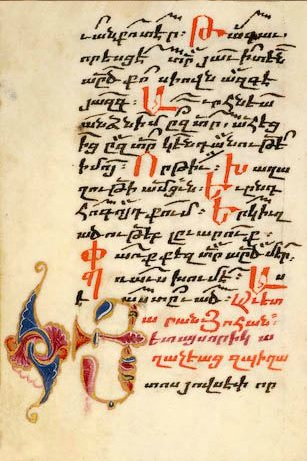
Сторінка з рукопису «Жамагирка» з музичними нотаціями

Жамагирк (вірм. Ժամագիրք, дослівно Книга часів), також Ахотаматуйц (вірм. Աղոթամատույց) — вірменська богослужбова книга, що містить добові молитви, шаракани, проповіді та церковні пісні. Іноді містить і календарні таблиці для уточнення церковних свят, а також хронологічний список католикосів. Аналог православного «Часослова» та католицького «Бревіарія».

## Історичний нарис
Перші «Жамагирки» були складені зусиллями вірменських просвітителів V століття — Саака Партева, Месропа Маштоца, Гюта Арахезаці і Йоана Мандакуні, на основі перекладів псалмів і молитов з грецької. Пізніше поступово редагувався і доповнювався аж до XVII століття. У збагаченні збірника істотна роль належить Степаносу Сюнеці (VII ст.), Ованесу Саркавагу (XI—XII ст.), Нерсесу Шноралі (XII ст.), Григору Татеваці (XIV ст.) і Товмі Мецопеці (XV ст.). Особливу цінність мають богослужбові пісні Нерсеса Шноралі. Існують дві основні редакції — «Жамагирк» і «Жамагирк Атені» (також іменований «Майр жамагирк»), другий містить у кінці «Псалтир» і «Тонацуйц». За структурою схожий на грецький «Часослов», проте відрізняється за змістом і порядком. Має важливе значення для вивчення вірменської середньовічної музики. У XVIII—XIX століттях у деяких школах вірменських колоній Європи (зокрема, в місті Кути) через відсутність букваря учні вчилися читати за «Жамагирком».
Зберігся в численних рукописах. Вперше опублікований Абгаром Дпіром 1568 року в Константинополі, а «Жамагирк Атені» Хачатуром Кесараці 1642 року в Новій Джульфі. 1877 року в Вагаршапаті опубліковано перший «Жамагирк» з вірменськими музичними нотаціями.